# Australicium cylindrosporum
Australicium cylindrosporum är en svampart som beskrevs av Hjortstam & Ryvarden 2005. Australicium cylindrosporum ingår i släktet Australicium och familjen Phanerochaetaceae.   Inga underarter finns listade i Catalogue of Life.